# 刘东生 (1917年)
刘东生（1917年11月22日—2008年3月6日），男，原籍天津，生于辽宁沈阳，中国环境地质学家。

## 生平
1937年南开中学毕业后，保送直升南开大学。1938年以南开大学1937年度学籍的资格复学入西南联合大学理学院，于1942年6月西南联合大学（南开大学学籍）地理气象系毕业。1949年国立中央大学生物系肄业。后任中国科学院地质研究所研究员。
1980年当选为中国科学院院士。1986年6月，中国科学技术协会第三次全国代表大会在北京召开，选举产生第三届全国委员会。6月28日，第三届全国委员会第一次会议召开，推举其担任常务委员。1991年当选第三世界科学院院士，1996年当选欧亚科学院院士。1987年获澳大利亚国立大学名誉科学博士学位，1995年获香港岭南大学荣誉法学博士学位。1995年5月，中国科学技术协会第四次代表大会召开，并选举产生第四届全国委员会。5月27日，第四届全国委员会第一次会议召开，其被选为荣誉委员。
2002年被授予“泰勒环境科学奖”（Tyler Prize），这是中国本土科学家首次获得世界最高等级的环境地质学领域奖项。
2003年获国家最高科学技术奖。